# Werner Faymann
Werner Faymann (Bécs, 1960. május 4. –) osztrák szociáldemokrata politikus. 2008-tól 2016-ig a Ausztria 12. szövetségi kancellárja, illetve Ausztria Szociáldemokrata Pártjának (SPÖ) elnöke.

## Ifjúkora
Szülővárosában végzett a Henriettenplatz Gimnáziumban. Ezt követően beiratkozott a Bécsi Egyetemre, ahol jogtudományt, politológiát és művészettörténelmet hallgatott, azonban semmilyen vizsgát nem tett. Ennek ellenére a parlamenti életrajzában a tanulmányainál felsorolta a bécsi jogtanulmányait, mígnem erre fény nem derült az osztrák közszolgálati tévé egy műsorában. Ebben elismerte, hogy ez idő alatt taxisofőrként dolgozott.

## Politikai pályafutása
1981-ben tartományi elnöke lett a Fiatal Szocialisták Bécsi Egyesületének. 1983-ban ezen szervezet elnökeként részt vett az „Anti-Pápa-Fesztivál“ (Alternatíva a pápa-látogatás helyett) szervezésében, tiltakozva II. János Pál pápa osztrák látogatása ellen. A szervezet ezt egy ellenrendezvénynek szánta a pápa fiatalokkal való találkozója ellen.
1985-ben tanácsadó lett a Zentralsparkassénál (mostani nevén Bank Austria). Ugyanettől az évtől kezdve egészen 1994-ig tagja volt a Bécsi Városi Tanácsnak.
2016. május 9-én bejelentette lemondását, mivel pártja nagy vereséget szenvedett a 2016-os elnökválasztáson.